# N597 (België)
De N597 is een gewestweg in België van Beaumont naar de Franse grens. De lengte van de weg bedraagt ongeveer 4 kilometer.

## Traject
De N597 loopt vanaf de N53 in Beaumont naar het westen via de Rue de Leugnies en de Rue Ernest Mathy naar Leugnies. Vanuit Leugnies gaat de N597 via de Rue Emile Damien naar de Franse grens richting Maubeuge.